# Айбакнур
Айбакну́р (рос. Айбакнур, марій. Айбакнур) — присілок у складі Моркинського району Марій Ел, Росія. Входить до складу Моркинського міського поселення.

## Населення
Населення — 12 осіб (2010; 26 у 2002).
Національний склад (станом на 2002 рік):
- марійці — 96 %